# Derbi de Cluj
El derbi de Cluj (en rumano: Derbiul Clujului) es el nombre que recibe el partido de fútbol y la rivalidad que mantiene el CFR Cluj y el Universitatea Cluj, los clubes de fútbol más grandes y populares de Cluj-Napoca y dos de los más importantes de Transilvania, en Rumania. El primer derbi fue disputado en 1924 y el Universitatea venció 1-2 al CFR.

## Contexto
La mayor parte de los medios de comunicación deportivos rumanos afirman que el derbi de Cluj es una rivalidad étnica entre el equipo de la comunidad húngara de Cluj, el CFR —equipo vinculado al ferrocarril—, frente al equipo de la mayoría de la comunidad rumana de la ciudad, el Universitatea Cluj. El CFR Cluj fue fundado en 1907 como Kolozsvári Vasutas Sport Club, nombre húngaro que significa «Club Deportivo Ferroviario de Cluj», y el Universitatea fue fundado en 1919 como CSU Cluj.
La rivalidad en el sentido estrictamente deportivo se ha mantenido durante la mayor parte de la historia de los clubes y ha sido bastante igualada, ya que ambos equipos no fueron muy exitosos durante su trayectoria en el fútbol rumano hasta la irrupción del CFR en los años 2000. El "U" Cluj pasó la mayor parte de su historia en la Divizia A, pero nunca ganó ningún título de liga y su mayor éxito fue un subcampeonato en la temporada 1932–33. En diversos períodos de su historia, el club jugó en la segunda y tercera división del fútbol rumano.
Por su parte, el CFR Cluj desarrolló gran parte de su historia en categorías modestas, excepto una etapa durante los años 1970 que jugó en la Divizia A. Sin embargo, desde el siglo XXI el club se convirtió en uno de los equipos más potentes de la liga rumana conquistando tres ligas (2008, 2010 y 2012) y compitiendo en la Liga de Campeones, por lo que el club desarrolló otras rivalidades con equipos de mayor entidad como el Steaua, Dinamo o Rapid București, y la que mantenía con el Universitatea quedó relegada a un ámbito local o tomada más en serio por el Universitatea, al ser el equipo más modesto.

## Estadísticas

### Enfrentamiento Directo
- Fuente:[2][3]

| Torneo              | Partidos | Victorias del CFR | Empates | Victorias del Universitatea |
| ------------------- | -------- | ----------------- | ------- | --------------------------- |
| Liga I              | 31       | 15                | 11      | 5                           |
| Liga II             | 18       | 5                 | 4       | 9                           |
| Cupa României       | 7        | 1                 | 4       | 2                           |
| Campeonato Regional | 21       | 4                 | 4       | 13                          |
| Total               | 77       | 25                | 23      | 29                          |

### Logros
| 000000CFR Cluj0000 | Competición        | 000Universitatea Cluj |       |
| Mayor              | Mayor              | Mayor                 | Mayor |
| ------------------ | ------------------ | --------------------- | ----- |
| 8                  | Liga I             | 0                     |       |
| 4                  | Cupa României      | 1                     |       |
| 4                  | Supercupa României | 0                     |       |
| 16                 | Total              | 1                     |       |
| Ligas Inferiores   |                    |                       |       |
| 2                  | Liga II            | 6                     |       |
| 7                  | Liga III           | 2                     |       |
| 0                  | Liga IV            | 1                     |       |
| 9                  | Total              | 9                     |       |
| 25                 | Total General      | 10                    |       |